# Municipio de Riverside (condado de Burt)
El municipio de Riverside (en inglés: Riverside Township) es un municipio ubicado en el condado de Burt en el estado estadounidense de Nebraska. En el año 2010 tenía una población de 54 habitantes y una densidad poblacional de 0,7 personas por km².

## Geografía
El municipio de Riverside se encuentra ubicado en las coordenadas 41°51′56″N 96°10′49″O / 41.86556, -96.18028. Según la Oficina del Censo de los Estados Unidos, el municipio tiene una superficie total de 76.92 km², de la cual 75,53 km² corresponden a tierra firme y (1,8 %) 1,39 km² es agua.

## Demografía
Según el censo de 2010, había 54 personas residiendo en el municipio de Riverside. La densidad de población era de 0,7 hab./km². De los 54 habitantes, el municipio de Riverside estaba compuesto por el 100 % blancos. Del total de la población el 0 % eran hispanos o latinos de cualquier raza.